# La novia vendida
La novia vendida (título original en checo, Prodaná nevěsta) es una Ópera bufa en tres actos con música de Bedřich Smetana y libreto en checo de Karel Sabina. Se considera que la ópera fue una gran contribución al desarrollo de la música checa. Fue compuesta durante el período 1863–66, y representada por vez primera en el Teatro Provisional, Praga, el 30 de mayo de 1866 en un formato de dos actos con diálogo hablado. Ambientado en un pueblo y con personajes realistas, narra la historia de cómo, después de una última revelación sorpresa, el verdadero amor prevalece sobre los esfuerzos combinados de unos ambiciosos padres y un casamentero intrigante. La ópera no tuvo un éxito inmediato, y fue revisada y ampliada en los siguientes cuatro años. En su versión final, estrenada en 1870, ganó rápida popularidad y con el tiempo se convirtió en éxito mundial.
La ópera nacional checa hasta entonces había estado representada solo por un número de obras menores, raramente interpretadas. Esta ópera, la segunda de un total de ocho óperas que Smetana compuso, formó parte de su búsqueda por crear un género operístico verdaderamente checo. El tratamiento musical de Smetana hace considerable uso de formas de danza bohemia tradicional como la polka y furiant, aunque él en gran medida evita citar directamente canciones folclóricas. A pesar de todo crea música muy parecida al folclore, considerada por los checos como esencialmente checa de espíritu. La obertura, a menudo interpretada como pieza de concierto independientemente de la ópera, fue, inusualmente, compuesta antes de casi todo el resto de su música.
Después de una interpretación en la Exposición de Teatro y Música de Viena de 1892, la ópera logró reconocimiento internacional. Fue representada en Chicago en 1893, en Londres en 1895 y llegó a Nueva York en 1909, posteriormente se convirtió en la primera, y durante muchos años la única, ópera checa en el repertorio general. Muchas de estas primeras representaciones internacionales se dieron en alemán, bajo el título Die verkaufte Braut, y la versión en idioma alemán sigue interpretándose y grabándose. Max Ophüls hizo en 1932 una película con la ópera.

## Contexto
Hasta mediados del siglo XIX Bedřich Smetana fue conocido en Praga principalmente como un maestro, pianista y compositor de piezas de salón. Su fracaso por lograr un más amplio reconocimiento en la capital bohemia llevó a que se marchara en 1856 a Suecia, donde pasó los siguientes cinco años. Durante este período extendió su rango compositivo a obras orquestales a gran escala en el estilo descriptivo defendido por Franz Liszt y Richard Wagner. Liszt fue mentor de Smetana por largo tiempo; aceptó una dedicatoria de su Opus 1, Seis piezas características para Piano de 1848, y animó la carrera del joven compositor desde esa época. En septiembre de 1857 Smetana visitó a Liszt en Weimar, donde conoció a Peter Cornelius, un seguidor de Liszt que estaba trabajando en una ópera cómica, Der Barbier von Bagdad. Según se informa, sus discusiones se centraron en crear un estilo moderno de ópera cómica, como un contraequilibrio a la nueva forma de Wagner de drama musical. El director vienés Johann von Herbeck comentó al efecto que los checos eran incapaces de hacer música propia, un comentario que llegó al corazón de Smetana: "Juré allí y entonces que nadie más que yo engendraría una música checa nativa."
Smetana no actuó inmediatamente a partir de esta inspiración. El anuncio de que se iba a abrir un Teatro Provisional como sede de una ópera y drama nacionales checos, dependían de la construcción de un Teatro Nacional permanente, incluyeron en su decisión de volver definitivamente a su tierra natal en 1861. Fue entonces alentado en su acción creativa por el anuncio de una competición con premio, defendida por el patriota checo Jan von Harrach, a proporcionar óperas adecuadas para el Teatro Provisional. Para el año 1863 había escrito Los brandeburgueses en Bohemia según un libreto del poeta nacionalista checo Karel Sabina, a quien Smetana había conocido brevemente en 1848. Los brandeburgueses en Bohemia, que recibió el premio de la ópera, fue un drama histórico serio, pero incluso antes de terminarse Smetana apuntaba temas para usar en una futura ópera cómica. Para entonces había oído la música de Der Barbier de Cornelius, y estaba preparado para intentar su habilidad en el género cómico.

## Personajes
| Personaje                                      | Tesitura     | Elenco del estreno, 30 de mayo de 1866 Director: Bedřich Smetana |
| ---------------------------------------------- | ------------ | ---------------------------------------------------------------- |
| Krušina, un campesino                          | barítono     | Josef Paleček                                                    |
| Ludmila, su esposa                             | soprano      | Marie Procházková                                                |
| Mařenka, su hija                               | soprano      | Eleonora von Ehrenberg                                           |
| Mícha, un terrateniente                        | bajo         | Vojtěch Šebesta                                                  |
| Háta, su esposa                                | mezzosoprano | Marie Pisařovicová                                               |
| Vašek, su hijo                                 | tenor        | Josef Kysela                                                     |
| Jeník, hijo de Mícha de un anterior matrimonio | tenor        | Jindřich Polák                                                   |
| Kecal, un casamentero                          | bajo         | František Hynek                                                  |
| Principál komediantů                           | tenor        | Jindřich Mošna                                                   |
| Indián, un cómico indio                        | bajo         | Josef Křtín                                                      |
| Esmeralda, bailarín y comediante               | soprano      | Terezie Ledererová                                               |

## Argumento
Ambientado en un pueblo y con personajes realistas, narra la historia de cómo, después de una revelación por sorpresa tardía, prevalece el amor verdadero.

### Acto I
Plaza de la aldea.

Se inicia la ópera con un coro de campesinos que habla sobre las costumbres del himeneo popular checo (Divirtámonos). Entre ellos están Mařenka y Jeník. Mařenka está triste porque sus padres quieren casarla con un desconocido. Ella ama a Jeník incluso aunque, tal como explica en su aria "Si alguna vez supiera", ella nada sabe de sus antecedentes. Sigue un dúo de amor apasionado ("No puede dañarse el amor leal"), en el que se expresan su amor mutuo.
Al tiempo en que la pareja se marcha por separado, los padres de Mařenka, Ludmila y Krušina, entran con Kecal, un casamentero. Después de cierta discusión, Kecal anuncia que ha encontrado un novio para Mařenka, Vašek un fatuo y tartamudo muchacho, hijo de Tobías Mícha, un rico terrateniente. El hijo mayor, explica, es un tarambana despreciable. Sigue un trío entre él y los padres de Marenka, que comienza con un aria del casamentero alocada y pegadiza, que repite las palabras "všecko je hotovo" ("el trato está hecho"), intentando convencer a los padres. Kecal pinta a Vasek como un muchacho tartamudo, justo lo contrario de él ("Es un chico majo, bien educado"). Llega Marenka y le proponen el casamiento, y en el posterior cuarteto ella les revela su intenso amor por Jeník. Kecal dice que tiene un contrato con Mícha firmado ante testigos y que la unión debe hacerse, a lo que Marenka responde fríamente. Kecal y la madre de Marenka se conduelen de lo sucedido, y esperan poder arreglarlo, una intentando convencer a la hija y el otro hablando con Jeník. Después del trío y del pequeñito diálogo hablado entre Kecal y la madre, los jóvenes del pueblo irrumpen en escena y bailan la polka. Los muchachos bailan alegres y despreocupados.

### Acto II
Interior de la posada

Se abre con una pieza orquestal, un brindis de Jeník con sus amigos bajo la atenta mirada de Kecal. En la taberna, todo es gozo y brindis, con una nota sobreaguda de Jeník en la frase "a jediná na světě radost" ("es la más bella alegría del mundo"), refiriéndose al amor. La alegría y el alboroto general desembocan en una segunda pieza orquestal, un "Furiant", pequeña y vigorosa danza. Aparece Vasek, tartamudo y medio tonto, que solo atiende a su madre. Marenka lo reconoce como su futuro esposo y entonces, sin darse a conocer, le advierte que si se casa con Marenka, ella le tratará muy mal, que se tiene que casar con una jovenzuela del pueblo que está loca por él, pero que para que lo acepte tiene que rechazar fervorosamente a Marenka. Él accede, muy asustado. Kecal sigue con su plan. Invita a Jeník a una copa y le cuenta su intención: vender a su novia por dinero. Él se indigna, y repone que no la vendería ni por un millón de gulden. Pero cambia de idea cuando se entera de quién es el comprador: el hijo de Tobías Mícha. Cuando se entera, se produce en él un cambio radical y vende a la novia al susodicho comprador por 300 gulden. Se cierra el contrato delante de la gente del pueblo, con un coro estrepitoso que repite las palabras "Hanba, hanba!" ("¡Qué vergüenza! ¡Qué vergüenza!"), incesantemente en uno de los finales que repiten más las notas picadas de un final en sostenuto.

### Acto III
Misma plaza del Acto I .

Se abre con un aria de Vasek, que expresa su miedo ante un posible ataque femenino. El pueblo está de fiesta, han llegado unos comediantes y anuncian su espectáculo a son de tambor y flauta dulce. Dan una muestra de su circo mientras la orquesta truena con la tercera y última danza conocida de la obra: "La Danza de los Comediantes". Cuando los actores terminan, se lamentan de haber perdido al actor que hacía de oso, una de las atracciones principales del circo. Ven al tontuelo muchacho e intentan aprovecharse de él para que haga el papel de oso (disfrazado), sin pagarle nada, solo haciéndole una falsa promesa: de que Esmeralda, la muchacha linda del circo, lo querrá. Él, cómicamente, pronuncia: "Oh, já ne... nešt'astný! Všecky mne chtějí mi... mi... milovat a... a zabít!" ("¡Oh! ¡Qué des... desgraciado soy! ¡Todas las chi... chi...chicas me aman, pero qui... quieren ma... ma... matarme!"). Aparecen los padres de Vasek, Tobías Mícha y Hata, y le dicen que se tiene que casar con Marenka, lo que él rechaza con pavor, recordando las palabras de la propia Marenka cuando lo estaba engañando haciéndose pasar por otra. Finalmente, Marenka sale a escena y Vasek revela que ella fue la muchacha que le advirtió contra Marenka. Cuando comprende quién es Marenka acepta el compromiso. Marenka lo rechaza. Kecal le enseña el contrato por el cual Jeník, su amor, la ha vendido por 300 gulden al hijo de Tobías Mícha. Ella, desesperada, pide un rato para reflexionar y pensar qué hacer. Se lamenta de su desgracia en un aria llena de intenso lirismo y dolor, y decide vengarse de Jeník casándose con Vasek. Pero en ese momento llega Jeník, y prueba el amor de su novia. Ella lo rechaza, lo insulta, aunque él intenta explicárselo todo. En este dúo canta Jeník la canción folclórica bajo las palabras "Tak tvrdošíjná, dívko, jsi, že nechceš pravdu zvědět! Což mohl bych do tváří tvých tak směle primo hledět? Tak tvrdošíjná, dívko jsi,že nechceš pravdu zvědět!" ("¿Tan testaruda eres que te niegas a la verdad? ¿Podré mirarte con franqueza y sin avergonzarme?") y ella por su parte, canta "Tak ošemetný muž jsi ty, nechci o tobě vědět, ni do falešných tváří tvých co živa více hledět!" ("¡Eres un redomado embustero!¡No quiero saber nada de ti, ni mirarte a los ojos mientras viva!"). Irrumpe en escena todo el mundo. Cuando todo parece perdido para Marenka, y todos la hostigan para casarse con Vasek, Jeník entra y revela el tremendo secreto: ¡Él también es hijo de Tobías Mícha, pues dejó embarazada a una mujer antes de irse a la guerra! Y en el contrato de venta no especificaba el nombre de Vasek, sino solo el del hijo de Tobías Mícha. Mícha se alegra tremendamente de recuperar a su hijo. Marenka se abraza al hijo de Tobías Mícha, Jeník. De pronto, un regimiento de chavales corren asustadísimos por la presencia de un oso. El pueblo se alarma. El oso llega, pero con la cabeza de un hombre: es Vasek disfrazado. Todos se ríen de él, que está feliz jugando. Mícha bendice la unión de su hijo con Marenka, cuyos padres también están de acuerdo. La obra se cierra con un alegre coro final.

## Grabaciones
En la página web Operadis aparecen 34 grabaciones de la ópera. La siguiente selección de la discografía está realizada incluyendo las mencionadas en La discoteca ideal de la ópera, La discoteca ideal de música clásica y The New Penguin Guide to Compact Discs and Cassettes.
| Año  | Elenco Mařenka, Jeník, Vašek, Kecal                                 | Director, Teatro de ópera/Orquesta                                                                      | Sello discográfico           |
| ---- | ------------------------------------------------------------------- | --- | ---------------------------- |
| 1962 | Pilar Lorengar, Fritz Wunderlich, Karl-Ernst Mercker, Gottlob Frick | Rudolf Kempe, Sinfónica de Bamberg Coro RIAS (interpretado en alemán)                                   | EMI, Cat. n.º 81872          |
| 1975 | Teresa Stratas, René Kollo, Heinz Zednik, Walter Berry              | Jaroslav Krombholc, Orquesta de la Radio de Múnich Coro de la Radio de Baviera (interpretado en alemán) | RCA, Cat. n.º 74321 40576-2  |
| 1982 | Gabriela Beňačková, Peter Dvorský, Miroslav Kopp, Richard Novák     | Zdeněk Košler, Orquesta y coro de la Filarmónica de Praga                                               | Supraphon, Cat. n.º SU3703-2 |